# كلير كيلنر
كلير كيلنر (بالإنجليزية: Clare Kilner)‏ هي مخرجة أفلام إنجليزية. أخرجت فيلمي كيف أتعامل (2003) وموعد الزفاف (2005).

## الأعمال
- شتلات (1993، فيلم قصير)[2]
- نصف يوم (1994، فيلم قصير)[2]
- السر (1994، فيلم قصير)[2]
- تكافل (1995، فيلم قصير)[2]
- دافني وأبولو (1997، فيلم قصير)
- إيست إندرز (1997، مسلسل تلفزيوني، 6 الحلقات)
- جانيس بيرد دبل يو بي أم 45 (1999، فيلم مستقل)
- كيف أتعامل (2003، فيلم روائي)
- شيء اقترضت (2004، فيلم روائي)[2]
- موعد الزفاف (2005، فيلم روائي)
- العذراء الأمريكية (2009، فيلم مستقل)
- الطفل بي.أو.دبل يو. (2011، فيلم مستقل)
- لذيذ (2016–الآن، مسلسل تلفزيوني)
- مخالب (2018–الآن، مسلسل تلفزيوني)
- بيت المتسلل (2019، مسلسل تلفزيوني، 2 الحلقات)
- الحلي (2019، مسلسل تلفزيوني، 2 الحلقات)
- كريبتون (2019، مسلسل تلفزيوني)
- بيني وورث (2019، مسلسل تلفزيوني)
- ذا إلينست: ملاك الظلام (2019، مسلسل تلفزيوني)
- ذا إلينست 2018 (2020، مسلسل تلفزيوني)
- حطام (2021، مسلسل تلفزيوني)
- ساحل البعوض (2021، مسلسل تلفزيوني)
- آل التنين (2022، مسلسل تلفزيوني)

## وصلات خارجية
- كلير كيلنر في قاعدة بيانات الأفلام على الإنترنت

كلير كيلنر على موقع IMDb (الإنجليزية)
- كلير كيلنر على موقع ألو سيني (الفرنسية)
- كلير كيلنر على موقع أول موفي (الإنجليزية)
- كلير كيلنر على موقع قاعدة بيانات الأفلام السويدية (السويدية)
- كلير كيلنر على موقع قاعدة بيانات الفيلم (الإنجليزية)
- كلير كيلنر على موقع كينوبويسك (الروسية)